# アテリツィプテリツィプオリラウタツィヤンカ
座標: 北緯67度31分51秒 東経28度36分04秒 / 北緯67.53083度 東経28.60111度

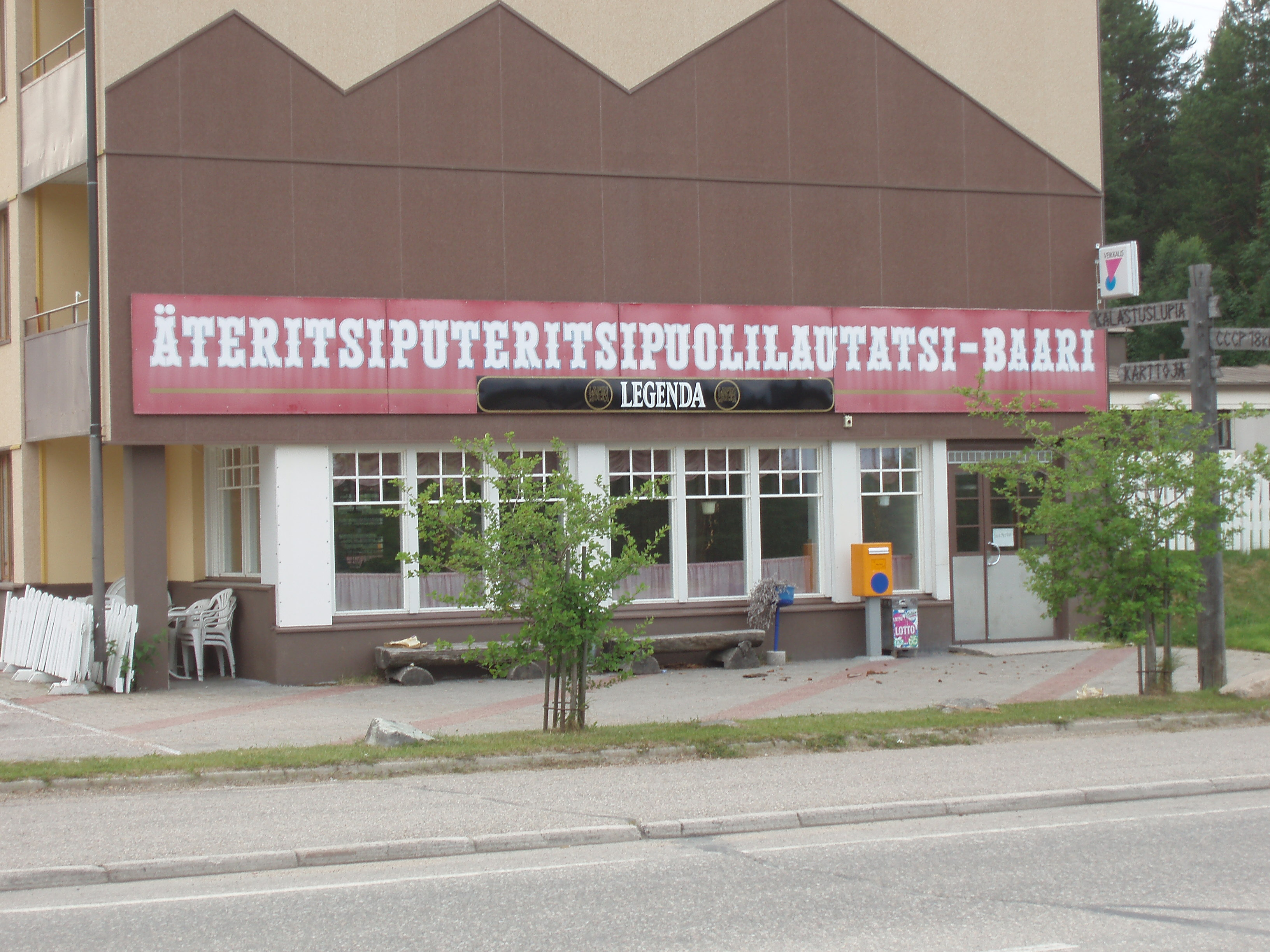
アテリツィプテリツィプオリラウタツィ・バー

アテリツィプテリツィプオリラウタツィヤンカ（フィンランド語: Äteritsiputeritsipuolilautatsijänkä）は、フィンランド・ラッピ県サブコスキにある泥炭地である。フィンランド語では35文字から構成される単語であり、フィンランド国内では最も長い地名である。また、ヨーロッパ全体で見ても2番目に長い地名となる。

## 概要
サッラには、この泥炭地からとったアテリツィプテリツィプオリラウタツィ・バーというパブが存在していた。昔の話によると、このパブの店主は元々2つの店名案を考えていたが、そのどちらもすでに使用されてしまっていた。そこで彼は誰も使用していない店名を付けようとして、この泥炭地、アテリツィプテリツィプオリラウタツィヤンカの名を冠したという。このパブはフィンランドで登録されている商業施設としては最長の名前であり、通常はアテリツィ・バーと呼ばれていた。2006年4月に閉店。
確かにアテリツィプテリツィプオリラウタツィヤンカという地名は存在するが、その語源は分かっていない。jänkä、lauta、puoliという単語は、フィンランド語でそれぞれ泥炭地、板、半分という意味を持つが、それ以外の単語は少なくともフィンランド語においてなんの意味も成していない。